# شعب الإيغبو

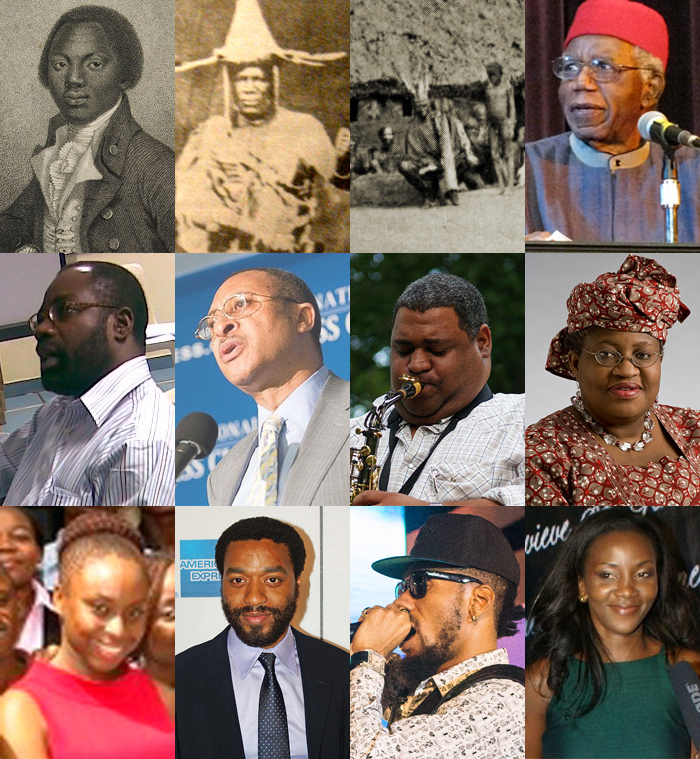

شعب الإغبو (بالإنجليزية: Igbo people وتُلفظ إيبو  /ˈiːboʊ/ EE-boh ؛ وبالإنجليزية الأمريكية: تُلفظ إغبو /ˈɪɡboʊ/ ؛ وتُلفظ أيضًا Ibo وسابقًا  Iboe, Ebo, Eboe, Eboans, Heebo) وباللغة المحلية: Ṇ́dị́ Ìgbò [ìɡ͡bò]. مجموعة إثنية في جنوب شرق نيجيريا. ثمّة الكثير من التكهنات حول أصول شعب الإغبو، إذ من غير المعروف بالضبط كيف تشكلت المجموعة. جغرافيًا، ينقسم موطن الإغبو إلى قسمين غير متساويين على نهر النيجر – جزء شرقي (وهو الأكبر) و جزء غربي. شعب الإغبو هو واحد من أكبر المجموعات الإثنية في أفريقيا.
لغة الإغبو هي جزء من عائلة اللغات النيجرية الكنغوية. وهي مقسمة إلى لهجات إقليمية عديدة، وهي مفهومة تبادليًا إلى حد ما مع مجموعة «اللغات الإدويدية». يمتد موطن الإغبو على نهر النيجر السفلي، شرق وجنوب المجموعات الإدويدية والإدمودية، وغرب مجموعة كروس ريفر السفلى (كروس ريفر).
في المناطق الريفية في نيجيريا، يعمل سكان إغبو في الغالب كحرفيين ومزارعين وتجار. أهم المحاصيل هي اليام. وتشمل المحاصيل الرئيسية الأخرى البفرة والقلقاس المأكول.
قبل الحكم الاستعماري البريطاني في القرن العشرين، كان شعب الإغبو مجموعة مفتتة سياسيًا، مع عدد من المشيخات القبلية المركزية مثل نري ،واتحاد آرو، وأغبور. أدخل فريدريك لوغارد نظام الإيز «الزعماء المفوضين». لم يتأثروا بحرب الفولاني وما نتج عنها من انتشار الإسلام في نيجيريا في القرن التاسع عشر، وأصبحوا مسيحيين بأغلبية ساحقة في ظلّ الاستعمار. في أعقاب إنهاء الاستعمار، تولد شعور قوي بالهوية الإثنية لدى شعب الإغبو. أثناء الحرب الأهلية النيجيرية في الفترة 1967-1970، انفصلت أراضي الإغبو لتشكل جمهورية بيافرا التي لم تدم طويلًا. حركة إقامة دولة بيافرا ذات السيادة «ماسوب»، هي منظمة طائفية تشكلت عام 1999 وتواصل صراعاً لاعنفيًا سعيًا لدولة إغبو المستقلة.
توجد مجموعات سكانية كبيرة من مجموعة الإغبو الإثنية في الكاميرون والغابون وغينيا الاستوائية، وكذلك خارج أفريقيا.

## الثقافة
تشمل ثقافة الإغبو العادات والممارسات والتقاليد المختلفة للشعب. وهي تشمل الممارسات العتيقة فضلًا عن المفاهيم الجديدة المضافة إلى ثقافة الإغبو إما من خلال التطور أو التأثيرات الخارجية. وتشمل هذه العادات والتقاليد الفن البصري لشعب الإغبو، واستخدام اللغة والموسيقى وأشكال الرقص، بالإضافة إلى الأزياء والأطباق الشعبية واللهجات اللغوية. ازداد تنوع ثقافتهم بسبب مجموعاتهم الفرعية العديدة.

## اللغة والأدب
استخدم الكاتب جون جولدسميث لغة الإغبو كمثال لتبرير الانحراف عن النموذج الخطي الكلاسيكي للنطقيات حسبما ورد في كتاب النمط الصوتي للغة الإنجليزية. تُكتب بالأحرف اللاتينية وكذلك الرسم الفكري النسيبيدي الرسمي الذي يستخدمه مجتمع إيكبي وأخوية أوكونكو، ولكن لم يعد يُستخدم على نطاق واسع. وُجِد الرسم الفكري النسيبيدي لدى الإغبو قبل القرن السادس عشر، لكنه تلاشى بعد أن شاع بين المجتمعات السرية التي جعلت من النسيبيدي شكل سري من أشكال التواصل. تُعتبر لغة الإغبو صعبة بسبب العدد الهائل من اللهجات، وثرائها بالبادئات واللواحق، والتنغيم الثقيل. الإغبو هي لغة نغمية أي تعتمد على النبرة وهناك مئات من اللهجات المختلفة ولغات الإغبويد، مثل لغات إكوير وإكباي. في عام 1939، قاد الدكتور إيدا ك. وارد بعثة بحثية حول لهجات الإغبو التي يمكن استخدامها كأساس للهجة إغبو القياسية، والمعروفة أيضًا باسم إغبو المركزية. وقد شملت هذه اللهجة لهجة أويري وأوموهيا، متضمنةً لهجة قبيلة أوهوهو. قُبلت هذه اللهجة المقترحة تدريجيًا من قبل المبشرين والكتاب والناشرين وجامعة كامبريدج.
في عام 1789، نُشرت سيرة حياة أولوداه اكيوانو – عبدْ سابق – في لندن، إنجلترا، وقد كتبها بنفسه بعنوان القصة المثيرة للاهتمام عن حياة أولوداه اكيوانو. أورد الكتاب 79 كلمة من لغة الإغبو. في الفصل الأول والثاني، يوضح الكتاب جوانب مختلفة من حياة الإغبو بناءً على حياة أولوداه اكيوانو في مسقط رأسه إيساكا. على الرغم من أن الكتاب كان أحد الكتب الأولى المنشورة المتضمنة مادة حول الإغبو، إلا أن كتاب « مهمة الإخوان الإنجيليين  في الجزر الكاريبية سانت توماس، سانت كروي وسانت جون» (بالألمانية: Geschichte der Mission der evangelischen Brüder auf den caraibischen Inseln St. Thomas, St. Croix und S. Jan) الذي نشر عام 1777 بقلم المبشر الألماني سي. غي. آه أوليندورب، كان أول كتاب ينشر أي مادة حول شعب الإغبو.
لعلّ الرواية الأكثر شعبية وشهرة والتي تتناول شعب الإغبو وحياتهم التقليدية هي رواية أشياء تتداعى عام 1959 من تأليف تشينوا أتشيبي. يتعلق جوهر الرواية بتأثيرات الاستعمار البريطاني والمبشرين المسيحيين على مجتمع إغبو التقليدي خلال وقت غير محدد في أواخر القرن التاسع عشر أو أوائل القرن العشرين. تدور معظم أحداث الرواية في منطقة أوموفيا، وهي إحدى تسع قرى على نهر النيجر السفلي.

## الفنون الاستعراضية
يتميز شعب الإغبو بأسلوب موسيقي مميز يتضمن مختلف الآلات الإيقاعية مثل: آلة أودو، المُصمَّمة على شكل إبريق من الطين؛ وآلة إيكوي، التي تتألف من جذع خشبي أجوف؛ وآلة أوجين، وهي عبارة عن جرس يدوي مصنوعة من الحديد المطروق. بالإضافة إلى ذلك، تتضمن الآلات الأخرى آلة أوبي، وهي آلة نفخية تشبه الفلوت، وإيغبا (طبل توم توم) وإيشاكا. ثمَّة نمط موسيقي شعبي آخر لدى الإغبو يُدعى هايلايف، وهو نمط  شعبي مشهور للغاية في غرب أفريقيا، إذ يُعتبر مزيجًا من موسيقى الجاز والموسيقى التقليدية لديهم. يبرز النمط الحديث من موسيقى الهايلايف في أعمال كل من الدكتور السير واريور وأوليفر دي كوك وبرايت شميزي والزعيم ستيفان أوسيتا أوساديب الذين كانوا من بين أشهر موسيقي نمط الهايلايف في القرن العشرين.
يُعدّ الحفل التنكري بالأقنعة أحد أكثر أنماط الفن شيوعًا في منطقة الإغبو ويرتبط ارتباطًا وثيقًا بموسيقى الإغبو التقليدية. يمكن صناعة الأقنعة التنكرية من الخشب أو القماش، بالإضافة إلى مواد أخرى مثل الحديد والنباتات. تُستخدم الأقنعة لأغراض متنوعة، وبشكل أساسي في الهجاء الاجتماعي والطقوس الدينية وفي شعائر التأهيل السرية (مثل مجتمع إيبي) والمهرجانات العامة، والتي تشمل الآن احتفالات عيد الميلاد. تتضمن بعض أشهر الأقنعة: أقنعة أغبوغو موو (تعني بلغة الإغبو: الروح العذراء) من إغبو الشمالية التي تمثل أرواح العذارى اللواتي فارقن الحياة وأمهاتهن إلى جانب الأقنعة التي ترمز إلى الجمال والإجيلي.
تشمل الأقنعة الأخرى المثيرة للإعجاب أقنعة الإجيلي الشمالية. يبلغ ارتفاع أقنعة الإجيلي 12 قدمًا (3.7 م)، وتتكون من منصات قطرها 1.8 م (6 أقدام) تستند عليها أشكال مصنوعة من قماش ملون تقوم بتمثيل مشاهد يومية متضمنة أشياء كالنمور. تُستخدم أقنعة الإجيلي لتكريم الموتى من أجل ضمان استمرارية المجتمع ورخائه ولا تُستخدم إلا في مناسبات نادرة كوفاة شخصية بارزة في المجتمع.
ثمَّة العديد من أساليب الرقص لدى الإغبو، لكن لعلّ أكثر ما يشتهرون به هي فرق رقص أتيلوغو. تشمل هذه العروض المثيرة ألعاب بهلوانية مثل الركلات العالية وأداء شقلبة العجلة الدورانية، إذ يشير كل إيقاع من الآلات المحلية بحركة محددة للراقص.